# Sara Mustonen
Sara Mustonen-Lichan (nascida em 8 de fevereiro de 1981) é uma ciclista sueca que compete em provas de estrada.

## Carreira
Foi boxeadora antes de atuar como ciclista.
Mustonen competiu como representante de seu país, Suécia, nos Jogos Olímpicos de Verão de 2008 em Pequim, onde terminou na modesta 56ª posição na prova de estrada individual feminina.